# Nikołaj Swiridow
Nikołaj Iwanowicz Swiridow (ros. Николай Иванович Свиридов, ur. 6 czerwca 1938 we wsi Staraja Wieduga w obwodzie woroneskim, zm. 14 czerwca 2023 w Woroneżu) – radziecki lekkoatleta, długodystansowiec, medalista mistrzostw Europy z 1969.
Wychowany w niewielkiej wsi, rozpoczął wyczynowe uprawianie lekkoatletyki dopiero w wielu 24 lat.
Na igrzyskach olimpijskich w 1968 w Meksyku zajął 7. miejsce w biegu na 5000 metrów i 5. miejsce w  biegu na 10 000 metrów. Były to najwyższe miejsca wywalczone przez Europejczyka w tych konkurencjach.
Zdobył brązowy medal w biegu na 10 000 metrów na mistrzostwach Europy w 1969 w Atenach. Zajął 4. miejsce w biegu na 3000 metrów na halowych mistrzostwach Europy w 1970 w Wiedniu. Występ na mistrzostwach Europy w 1971 w Helsinkach był mniej udany, ponieważ zajął dopiero 18. miejsce w biegu na 10 000 metrów. Na igrzyskach olimpijskich w 1972 w Monachium zajął 8. miejsce w biegu na 5000 metrów.
Na mistrzostwach świata w biegach przełajowych w 1973 w Waregem zdobył srebrny medal w drużynie, a indywidualnie był dziewiąty.
Swiridow był mistrzem ZSRR w biegu na 10 000 metrów w 1973. 21 lipca 1968 w Leningradzie ustanowił rekord ZSRR na tym dystansie czasem 28:09,0.
Rekordy życiowe Swiridowa:
| Konkurencja           | Data i miejsce | Wynik    |
| --------------------- | -------------- | -------- |
| bieg na 5000 metrów   | 1973           | 13:30,27 |
| bieg na 10 000 metrów | 1973           | 27:58,6  |

Po zakończeniu kariery wyczynowej pracował przez wiele lat jako trener lekkoatletyczny.